# Гетьманченко Василь Іович
Василь Іович Гетьманченко (нар. 22 березня 1902, с. Дальнічень, Аккерманський повіт — пом. 13 жовтня 1940, Аккерман) — український громадський та політичний діяч 1930-х років; віцепрезидент товариства «Просвіта» в Аккермані; зв'язковий ОУН на теренах Південної Бесарабії.
Інженер-конструктор, журналіст буковинської газети «Час». Закатований большевиками в Аккермані під час першої совєтської окупації міста 1940 року.

## Життєпис
Василь Гетьманченко народився 22 березня 1902 року в селі Дальнічень на Аккерманщині у багатодітній родині селян Іови та Євгенії Гетьманченків.

### Освіта
1916 року вступив до вчительської семінарії в Аккермані, а 1921 року, з початком румунської окупації, виїхав у Бухарест. У Бухаресті був членом товариства українських студентів «Зоря», в яке входили 25 осіб — українських емігрантів, в тому числі з Буковини та Бесарабії. Від «Зорі» Василя обрали делегатом на перший з'їзд Центрального Союзу Українського Студентства 1922 року в Празі.
1922 року — студент інженерного факультету Вищої чеської технічної школи в Празі. Здобув освіту інженера-конструктора.
У січні 1923 року Український громадський комітет у Празі зареєстрував Гетьманченка як емігранта в Чехословаччину. Станом на жовтень 1928 року — студент Українського педагогічного інституту ім. Драгоманова в Празі. У 1929—1930-х роках — студент правового факультету Українського університету в Празі.
З 1931 року — член Товариства для допомоги Українській господарській академії в Подєбрадах у Чехословаччині. Після переїзду в Аккерман продовжував бути жертводавцем товариства (1936).

### Кар'єра

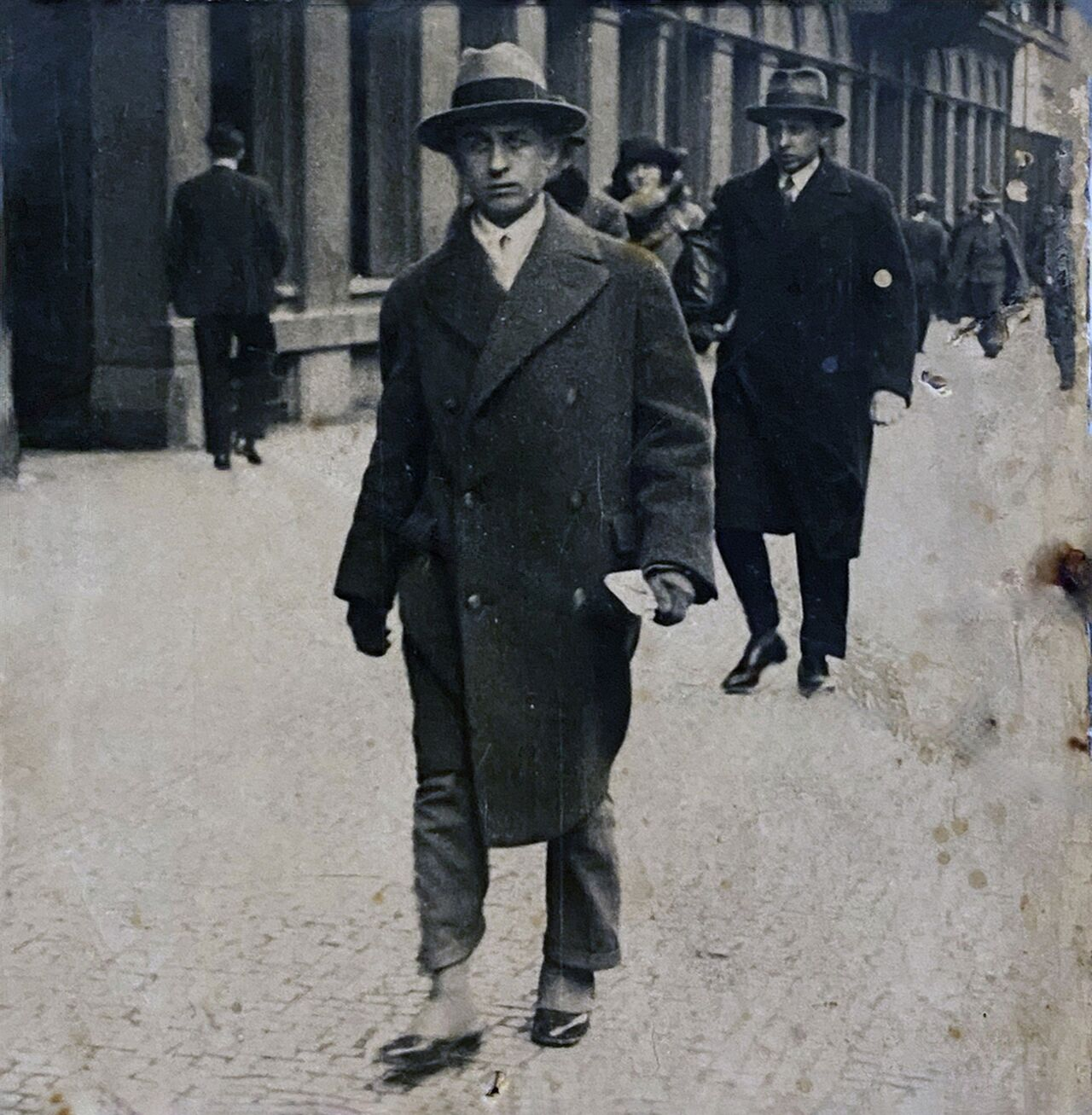
Василь Гетьманченко, 1930-ті

Василь працював журналістом у буковинській газеті «Час», яку випускали протягом 1928—1940 років. В Аккермані працював інженером-підприємцем: споруджував будинки, будував мости і дороги.

### Громадська діяльність
Протягом 1930-х років Василь брав активну участь у громадській та політичній діяльності на Південній Бесарабії. Згуртував драматичний гурток та хор із 80 співаків. Енциклопедія сучасної України відзначає Василя Гетьманченка як одного з «керівників українського національного відродження в Аккермані» — разом із Мартирієм Галиним та Ільком Гаврилюком.
1936 року згаданий у статті «Басарабія — забута країна» про українську громаду Аккермана (автор — Роман Голіян, часопис «Діло», Львів).

#### Віцепрезидент «Просвіти» в Аккермані
1936 року — один із співзасновників товариства «Просвіта» в Аккермані, першого на Бесарабії. Василь очолив у ньому посаду віце-президента.

#### Зв'язковий проводу ОУН на теренах Південної Бесарабії
За інформацією з книги «Організація Українських Націоналістів 1929—1954» (Париж, 1955), Василь Гетьманченко діяв зв'язковим проводу ОУН (Організації українських націоналістів) на теренах Південної Бесарабії.

### Вбивство
Після того як СССР окупував Бесарабію, Василя Гетьманченка заарештували — 30 липня 1940 року в Аккермані. Обвинувачення — керівництво контррозвідувальними органами ОУН. Його двоповерховий будинок за адресою вул. Беліковича, 44 відібрали, а сім'ю виселили.
Совєти тримали Василя Гетьманченка в Аккерманській тюрмі — катівні НКВД. Згідно з архівними документами совєтських окупантів, 29 вересня 1940 року вони продовжили термін слідства кримінальної справи № 242, відкритої на Василя, — до 25 жовтня 1940 року.
13 жовтня 1940 року Василя Гетьманченка у віці 38 років вбили в тюрмі НКВД — згідно з відновленим у 1990 році свідоцтвом про смерть. Водночас у частині архівних документів вказано, що Василь помер в Аккерманській лікарні 18 жовтня 1940 року. Архівна справа № 2810-П, що стосувалася його арешту, станом на 1990 рік була частково втрачена.
Місце поховання невідоме.

## Особисте життя
1937 року Василь одружився з Тарангул Аделею Дмитрівною (нар. 1909). 1939 року в подружжя народилася донька — Оксана.
Сім'я проживала у двоповерховому будинку за адресою вул. Беліковича, 44 (нині — вул. Олімпійська). Будинок спроєктований самим Василем Гетьманченком. Василь мав у власності авто.

### Родина
- Гетьманченко Аделя Дмитрівна (1909—1958) — дружина; заарештована 14 квітня 1945 року, вирок — ув'язнення у виправно-трудовому таборі терміном на 7 років[15].
  - Оксана Караванович (нар. 1939) — донька[2].
- Гетьманченко (Бурак) Лідія — сестра[7].
- Тарангул Орися Дмитрівна (нар. 1914) — сестра дружини; члени НКВД заарештували її 25 березня 1941 року, звинуватили у «зраді батьківщині» та розстріляли 27 липня 1941 року в тюрмі НКВД у Києві[2].

## Реабілітація
23 листопада 1990 року КГБ Української ССР по Одеській області закрив справу Василя Гетьманченка за відсутністю складу злочину. Аделю Гетьманченко реабілітували 12 січня 1995 року.
Сестру дружини Орисю Тарангул реабілітували 31 січня 1997 року Військовою прокуратурою Західного регіону України.

## Пам'ять
- На Руському кладовищі в Чернівцях донька Гетьманченків Оксана встановила пам'ятник репресованим рідним Гетьманченку Василю, Гетьманченко Аделі та Тарангул Альбіні[2].

- 1997 року в американській газеті «Свобода» вийшла стаття: «Як загинув В. Гетьманченко»[7].

- З 2024 року на честь Василя Гетьманченко названі вулиця та провулок у Білгороді-Дністровському (колишні вулиця та провулок 30-річчя Перемоги)[16].